# Willem van der Haegen

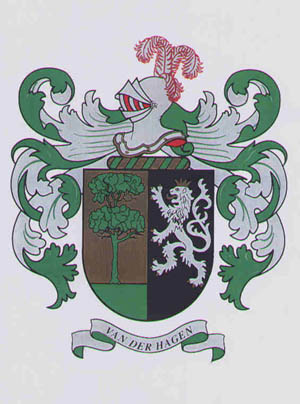
Wapenschild van zijn nakomelingen, de familie da Silveira.

Willem van der Haegen, mogelijk identiek aan Willem De Kersemakere, was een Vlaamse koopman uit Brugge (geboren in de eerste helft van de 15e eeuw – overleden op 21 december 1507/9 in São Jorge, Azoren).
Op advies van heer Joost de Hurtere besloot Isabella van Bourgondië om van haar broers zoon koning Alfons V van Portugal het vruchtgebruik van de Azoren te vragen. Isabella van Bourgondië was bezorgd over de armoede van haar bevolking in Vlaanderen en wilde pioniers vanuit Vlaanderen laten wonen op de eilanden van de Azoren. Alfons V stemde ermee in en heer Joost de Hurtere vertrok met 2000 Vlaamse kolonisten naar de Atlantische archipel. De Vlaamse edelman Jacob van Brugge maakte deel uit van deze groep kolonisten.
Een aantal Vlaamse kolonisten op Terceira verhuisde nadien naar Faial. Wilhelm van der Haegen kreeg São Jorge toegewezen. Hij vertrok omstreeks 1466 met twee schepen en een groep handelaars. Hij zou tevens het westelijkste eiland van de Azoren, Flores, koloniseren en verbleef op Terceira en Faial. De Vlamingen die zich in Portugal en op de Azoren vestigden, lieten hun namen aanpassen, meestal door een vertaling. Willem van der Haegen zou voortaan door het leven stappen als Guilherme da Silveira (Silveira is het Portugees voor "haag").

## Mogelijke oorsprong

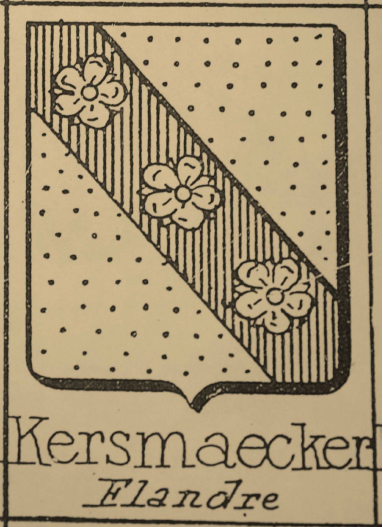
Wapenschild van de patriciërsfamilie De Keersmaeker.

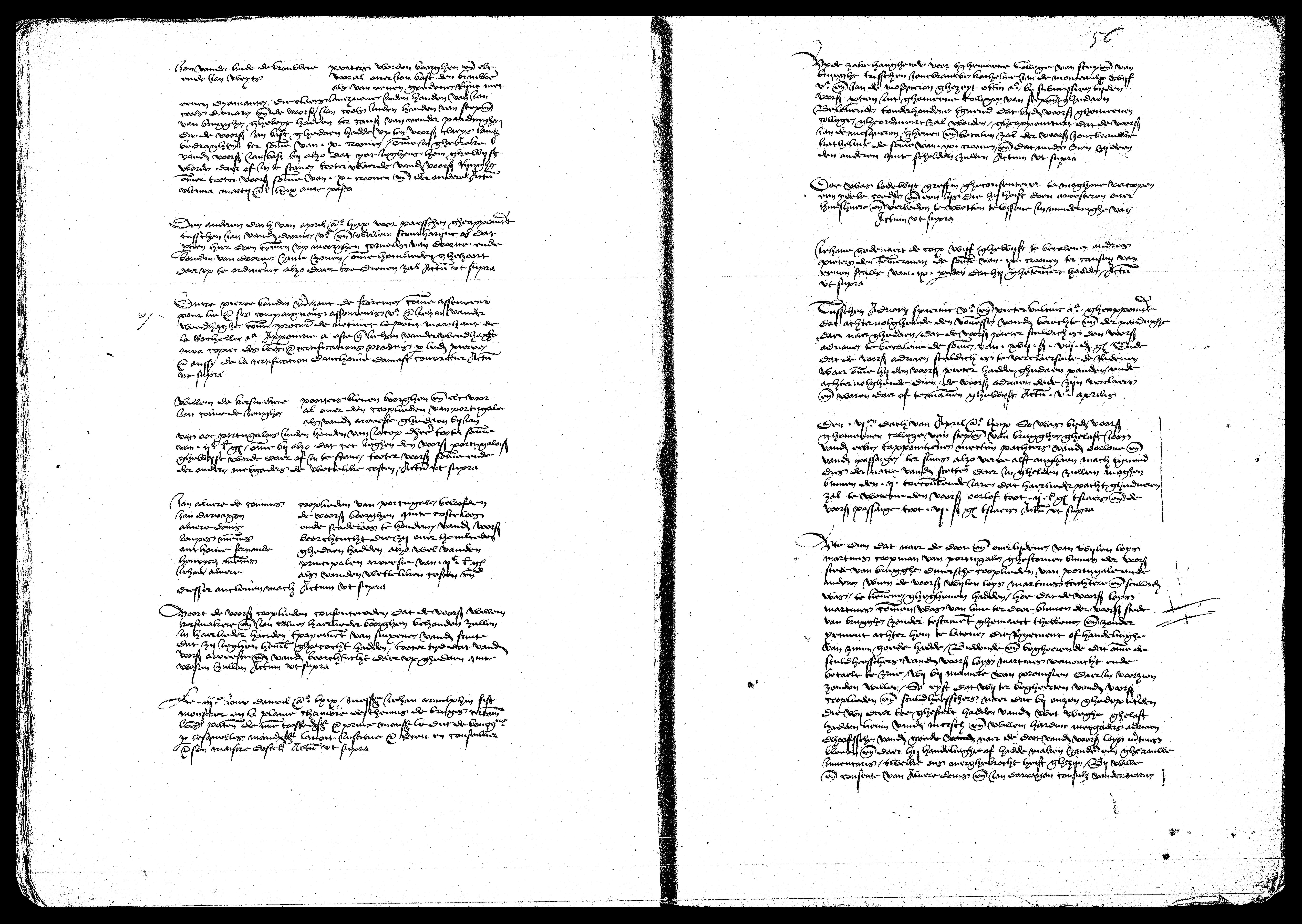
Civile sententie gevonden door Claeys.

In 2006 schreef de Franse historicus Jacques Paviot in zijn artikel 'Les Flamands au Portugal au XV siècle' over een civile sententie in de archieven van Brugge, die gaat over de handelsrelaties van Willem De Kersemakere met verschillende Portugese kooplieden. Deze sententie, samen gelezen met het testament van de echtgenote van Willem van der Haegen, Margarida de Sabuya, gedateerd 15 september 1510 (waarin ze naar hem verwijst als Guilherme Casmaca), bewees dat de echte naam van de kolonisator die tot dan toe bekend stond als Willem van der Haegen in feite Willem De Kersemakere was. Bovendien was hij waarschijnlijk een lid van de Vlaamse patriciërsfamilie 'De Keersmaeker.'
Volgens de Belgische genealoog André L. Fr. Claeys, de reden waarom De Kersemakere bekend stond als Willem van der Haegen, is dat hij in Brugge getrouwd moet zijn geweest met een dame van het geslacht Van der Haegen (haar voornaam is onbekend, maar ze werd geboren omstreeks 1432, en stierf vóór 1469). De conclusie is dat op de Azoren, volgens de Portugese traditie, de kinderen van Willem uit dit eerste huwelijk de achternaam van hun moeder moeten hebben gekozen, maar zonder de familienaam van hun vader.
Naast Paviot en Claeys hebben verschillende auteurs door de eeuwen naar Willem van der Haegen verwezen als Guilherme Casmaca of Cosmacra (een verbastering van Kersemakere). Het oudste verslag, behalve de testament van zijn echtgenote, is een beschrijving van zijn leven en gezin door Gaspar Frutuoso geschreven in de jaren 1586-1590, in het hoofdstuk 36 van het manuscript Saudades da Terra.
Paviot stelt dat de familienaam De Kersemakere is afgeleid van het Nederlandse woord kaarsenmaker. Jorge Forjaz, Pedro da Silveira en José Guilherme Reis Leite speculeren dat Casmaca/Cosmacra (of kaasmaker) kan ook een bijnaam zijn, eerder dan een linguïstische corruptie, verwijzend naar een kaasmakerij op Sao Jorge uit de vijftiende eeuw. Het is de grootste kaas van Portugal. Deze kaas, Sao Jorge, is dus ook door de Vlamingen voor het eerst gemaakt rond de 15 eeuw.

## Huwelijk en kinderen
Willem was getrouwd met Marguerite (achternaam Zabeau of de Savoie). Het huwelijk vond plaats in Brugge, en volgens Claeys was ze waarschijnlijk zijn tweede echtgenote. Hij kreeg acht kinderen, die allemaal zouden uitmaken van de oorspronkelijke adel van de Azoren.
- Margaretha van der Haegen (Brugge, 1452 – Flamengos, Faial, 1529), getrouwd met de edelman Josse van Aertrycke (1451-1546) uit de van Aertrycke familie van Kasteel Tillegem;
- Jan van der Haegen (Brugge, 1456 – Terceira, 1481), getrouwd met Guiomar Borges Abarca;
- Joris van der Haegen (Bruges, 1458 – overlijdensdatum onbekend);
- Catharina van der Haegen (Brugge, 1462 – overlijdensdatum onbekend), getrouwd met de kapitein Jorge Gomes de Ávila in 1484 bij Graciosa;
- Louise van der Haegen (Brugge, 1464 – Topo, 1548), getrouwd met André Fernandes Villalobos ongeveer 1485 bij Vila do Topo, São Jorge;
- Anna van der Haegen (Brugge, 1466 – Goa, Portugees-Indië, 1549), getrouwd met Tristão Martins Pereira;
- Maria van der Haegen (Brugge, 1468 – Faial, 1545), getrouwd met João Pires de Matos in 1497 bij Faial;
- Frans De Kersemakere (Faial, 1499 – Faial, 1595), zoon van Marguerite, getrouwd met Isabella de Hurtere in 1524, een kleindochter van de gouverneur van Faial, Joost de Hurtere, Heer van Hagebroek.

Volgens James H. Guill, in zijn boek 'A history of the Azores Islands, Vol. 5, p. 140', was Willem een buitenechtelijke kleinzoon van Jan zonder Vrees, door zijn bastaard zoon Jan van Bourgondië. Bovendien stelt Guill dat Willems echtegenote, Marguerite, ook een buitenechtelijke dochter van Amadeus VIII van Savoye was. Maar deze beweringen worden betwist door Claeys, die zegt dat Guill geen bronnen voor deze informatie citeert, nooit de archieven van Brugge of andere Vlaamse bronnen heeft geraadpleegd, en altijd naar Willem verwijst als 'van der Haegen', nooit 'Casmaca' of ' De Kersemakere.' Claeys daarvan suggereert dat Marguerite werd geboren as 'Marguerite Zabeau' uit een familie van de Waalse adel, waarbij hij opmerkt dat de familienaam Zabeau sinds vóór 1322 voorkomt in beiden Luik en Luxemburg, met varianten zoals Sabau, Sabia, en Sabiau. Verder zegt hij dat zelfs als Marguerite in feite een Savoye was, ze waarschijnlijk was de dochter van een andere lid van deze dynastie die zich in Wallonië vestigden, aangezien hij beweert twee wapenschilden van Savoi/Savoye te hebben gevonden (bvb. 1444, Jehan de Savoye). Ook in Wallonië zijn er verslagen van Aimé, graaf van Savoye (oorkonde van 23 december 1304 en een cartularum van 1 september 1316) en Jacop van Savoye, graaf van Romand en Saint-Pol (oorkonde van 8 april 1484).
Het is mogelijk dat Guill zijn beweringen heeft gebaseerd op de verklaring van Frutuoso dat Willem een kleinzoon van een graaf van Vlaanderen was.